# Iso-Uramo
Iso-Uramo är en sjö i kommunen Nurmes i landskapet Norra Karelen i Finland. Sjön ligger 138 meter över havet. Den är 12 meter djup. Arean är 63 hektar och strandlinjen är 6,92 kilometer lång. Sjön  ingår i Vuoksens huvudavrinningsområde.   Den ligger omkring 130 kilometer norr om Joensuu och omkring 440 kilometer nordöst om Helsingfors. 
I sjön finns öarna Aholansaari, Nevalansaari och Uramonsaari. 